# Endoscopische derde-ventriculostomie
Endoscopische derde-ventriculostomie (E3V) is een operatieve behandeloptie voor hydrocefalus. Het is een procedure die wordt uitgevoerd met een kijkinstrument (endoscoop) waarbij het doel is hersenvochtcirculatie te herstellen.

## Procedure
In het brein bevinden zich hersenkamers, ook wel het ventrikelstelsel genoemd, gevuld met hersenvocht. Hersenvocht is zo helder als water waardoor het zeer geschikt is om kleine ingrepen in de hersenkamers uit te voeren met een endoscoop.
Voor het uitvoeren van een endoscopische derde-ventriculostomie wordt een boorgat gemaakt in de schedel waarna een endoscoop in de zijventrikel van het brein kan worden ingebracht. Vanuit de zijventrikel wordt via de overgang tussen zijventrikel en derde ventrikel (het foramen van Monro) de bodem van de derde ventrikel benaderd. 
Op de bodem van de derde ventrikel worden de twee belangrijke structuren geïdentificeerd. De ene structuur is een kuiltje in de bodem van de derde ventrikel (de recessus infundibularis, waar de steel van de hypofyse naar beneden daalt) en de andere zijn een tweetal kleine ronde lichaampjes (corpora mamillaria, maken deel uit van het limbisch systeem). Tussen deze structuren bevindt zich het deel van de bodem van de derde ventrikel waar een klein gaatje moet worden gemaakt (de ventriculostomie).
Onder het bewuste deel van de bodem van de derde ventrikel bevindt zich een met hersenvocht gevulde ruimte, een subarachnoïdale ruimte, namelijk de cisterna interpeduncularis (voor de hersenstam). In deze subarachnoïdale ruimte bevinden zich onder andere de hersenstam, een belangrijke slagader gelegen vlak vóór de hersenstam (de arteria basilaris) en andere perforerende arteriën van de hersenstam.
Door een werkkanaal van de endoscoop kan een instrument worden opgevoerd waarmee een kleine operatie kan worden uitgevoerd op de bodem van de derde ventrikel. Er wordt een gat gemaakt in de bodem (geperforeerd) en vervolgens wordt dit gat groter gemaakt (gedilateerd). Voor het perforeren en dilateren heeft de chirurg meerdere opties (o.a. 8-vormige balloncatheter, Fogarty ballon catheter, laser en Decq Forceps). Nadat de ventriculostomie is uitgevoerd kan het hersenvocht via de subarachnoïdale ruimte weer op natuurlijke wijze worden heropgenomen in de bloedbaan.

## Complicaties
Directe postoperatieve complicaties zijn onder andere infectie, bloeding en lekkage van hersenvocht. Operatieve complicaties zijn onder andere bloeding (waarbij ruptuur van de arteria basilaris het meest ernstig is), en schade aan neurale structuren bij introductie van de endoscoop en navigatie in de ventrikels, onder andere aan de hypothalamus en de fornix (maakt deel uit van het limbisch systeem) waardoor bijvoorbeeld geheugenproblemen kunnen ontstaan. In zeldzame gevallen komt late sudden deterioration voor, waarbij de patiënt in korte tijd snel achteruitgaat en zelfs kan komen te overlijden. Het exacte mechanisme hierachter is niet bekend.

## Slagingskans
Er is een scoremodel gemaakt om in de kinderpopulatie een voorspelling te geven van de kans van slagen van behandeling met endoscopische derde-ventriculostomie. Dit scoremodel heet de Endoscopic Third Ventriculostomy Success Score (ETVSS).  Met een drietal variabelen kan snel een schatting van de slagingskans worden gemaakt (zie ook onderstaande tabel). De variabelen zijn leeftijd, de oorzaak van de hydrocefalus (etiologie) en of er eerder is behandeld met een shunt. De betrouwbaarheid van deze score werd bevestigd in een studie van het Universitair Medisch Centrum Groningen.
Ter illustratie, als E3V wordt overwogen bij een elf jaar oud kind met aquaduct stenose die in het verleden met een shunt is behandeld, dan heeft de E3V bij deze patiënt een succeskans van 80%. Deze kans is berekend door 50 punten voor leeftijd, 30 punten voor etiologie en 0 punten voor shunt geschiedenis = 80 punten.
| Score | Leeftijd                | Etiologie                                                              | Eerdere shunt      |
| ----- | ----------------------- | ---------------------------------------------------------------------- | ------------------ |
| 0     | < 1 maand               | Na infectie                                                            | Eerdere shunt      |
| 10    | 1 maand tot < 6 maanden |                                                                        | Geen eerdere shunt |
| 20    |                         | Spina bifida, intraventriculaire bloeding, hersentumor niet bij tectum |                    |
| 30    | 6 maanden tot < 1 jaar  | Aquaduct van Sylvius stenose, tectum hersentumor, andere etiologie     |                    |
| 40    | 1 jaar tot < 10 jaar    |                                                                        |                    |
| 50    | ≥ 10 jaar               |                                                                        |                    |

## Alternatieve behandeling
Voor behandeling van een hydrocephale patiënt heeft de neurochirurg grofweg twee opties. Naast de endoscopische derde-ventriculostomie is met name een shunt een veel gebruikte behandeling. Hierbij wordt het hersenvocht weggeleid van het brein naar bijvoorbeeld de buik (ventriculoperitoneale shunt) of het hart (ventriculoatriale shunt). Met name in de jongste leeftijdscategorie is het niet duidelijk welke behandeling het meest doeltreffend is. Hiervoor wordt vanaf 2013 een grote internationale studie uitgevoerd waaraan een aantal centra meedoen (International Infant Hydrocephalus Study).